# Exorista jocax
Exorista jocax là một loài ruồi trong họ Tachinidae.